# Bioconjugate Chemistry
Bioconjugate Chemistry, abgekürzt Bioconjugate Chem., ist eine wissenschaftliche Fachzeitschrift, die von der American Chemical Society veröffentlicht wird. Die Zeitschrift wurde 1990 gegründet und erscheint derzeit mit zwölf Ausgaben im Jahr. Es werden Artikel veröffentlicht, die sich mit Veränderung der Eigenschaften durch Bindung geeigneter Molekülstrukturen beschäftigen.
Der Impact Factor lag im Jahr 2020 bei 5,488. Nach der Statistik des Web of Science wird das Journal mit diesem Impact Factor in der Kategorie Multidisziplinäre Chemie an 51. Stelle von 178 Zeitschriften.